# Herper (Oberscheinfeld)
Herper (fränkisch: Härba) ist ein Gemeindeteil des Marktes Oberscheinfeld im Landkreis Neustadt an der Aisch-Bad Windsheim (Mittelfranken, Bayern). Die Gemarkung Herper hat eine Fläche von 0,738 km². Sie ist in 98 Flurstücke aufgeteilt, die eine durchschnittliche Fläche von 7535,67 m² haben.

## Geografie
Der Weiler liegt in Tallage am Schwarzbach, einem linken Oberlauf des Krettenbachs. Im Nordosten liegt der Heuberg (441 m ü. NHN) und im Südosten das Rote Hörnle (445 m ü. NHN), beides Erhebungen des Steigerwaldes. Eine Gemeindeverbindungsstraße führt nach Stierhöfstetten zur Staatsstraße 2421 (1,1 km südlich).

## Geschichte
Der Ort wurde 1407ff als „Herpper“ erstmals urkundlich erwähnt. Der Ortsname leitet sich von ‚herberge‘ (mhd. für Herberge, Gasthaus) ab. 1588 bestand der Ort aus sechs Hofstätten. Er kam durch Tausch an das Haus Castell-Rüdenhausen. Diese übten auch das Hoch- und Niedergericht bis zum Ende des Alten Reichs aus. 1790 verkauften Castell-Rüdenhausen ihre grundherrlichen Ansprüche an das Kloster Ilmbach.
Mit dem Gemeindeedikt (frühes 19. Jahrhundert) unterstand Herper in Verwaltung und Gerichtsbarkeit dem Herrschaftsgericht Rüdenhausen, gehörte aber zur Ruralgemeinde Stierhöfstetten im Landgericht Marktsteft. Spätestens 1853 wurde Herper Bestandteil der Gemeinde Wüstenfelden. Am 11. Januar 1887 beantragte die Umgemeindung zur Gemeinde Stierhöfstetten, die dann zum 1. Januar 1888 erfolgte. Am 1. Januar 1972 wurde Herper im Zuge der Gebietsreform in Bayern nach Oberscheinfeld eingemeindet.

### Ehemalige Baudenkmäler
- Haus Nr. 5: Erdgeschossiges verputztes Wohnstallhaus mit Satteldach auf profiliertem Traufgesims, drei zu zehn Achsen. Der Giebel des später als Wohnhaus verwendeten Stallteils mit Halbwalm, wohl erste Hälfte des 19. Jahrhunderts. Im Sturz der südwestlichen Tür bezeichnet „W. 18 F.D. 85“, wohl Jahr der Renovierung.[13]
- Haus Nr. 7: Ehemals Mühle, außerhalb der Ortschaft. Erdgeschossiges verputztes Wohnstallhaus von drei zu sechs Achsen im Wohnteil, mit Satteldach, erste Hälfte des 19. Jahrhunderts. Gleichzeitige Tür mit schmalem Vertikalteil und horizontal geteiltem, oben und unten getrennt zu öffnendem Flügel. Renoviert 1958.[13]
- Marter aus Sandstein, datiert „1935“. Am südlichen Ortsausgang an der Straße nach Stierhöfstetten. Aufsatzrelief: Mann, der von einer Holzfuhre überfahren wird.[13]

### Einwohnerentwicklung
| Jahr      | 1809   | 1829   | 1861   | 1871   | 1885   | 1900   | 1925   | 1950   | 1961   | 1970   | 1987  |
| Einwohner | 40     | 48     | 39     | 35     | 33     | 34     | 39     | 46     | 37     | 28     | 21    |
| Häuser    | 5      | 8      |        |        | 7      | 7      | 7      | 6      | 7      |        | 6     |
| Quelle    | [ 15 ] | [ 10 ] | [ 16 ] | [ 17 ] | [ 18 ] | [ 19 ] | [ 20 ] | [ 21 ] | [ 22 ] | [ 23 ] | [ 2 ] |

## Religion
Herper ist seit der Reformation evangelisch-lutherisch geprägt und nach St. Sixtus (Stierhöfstetten) gepfarrt.